# Haus Fortwängler

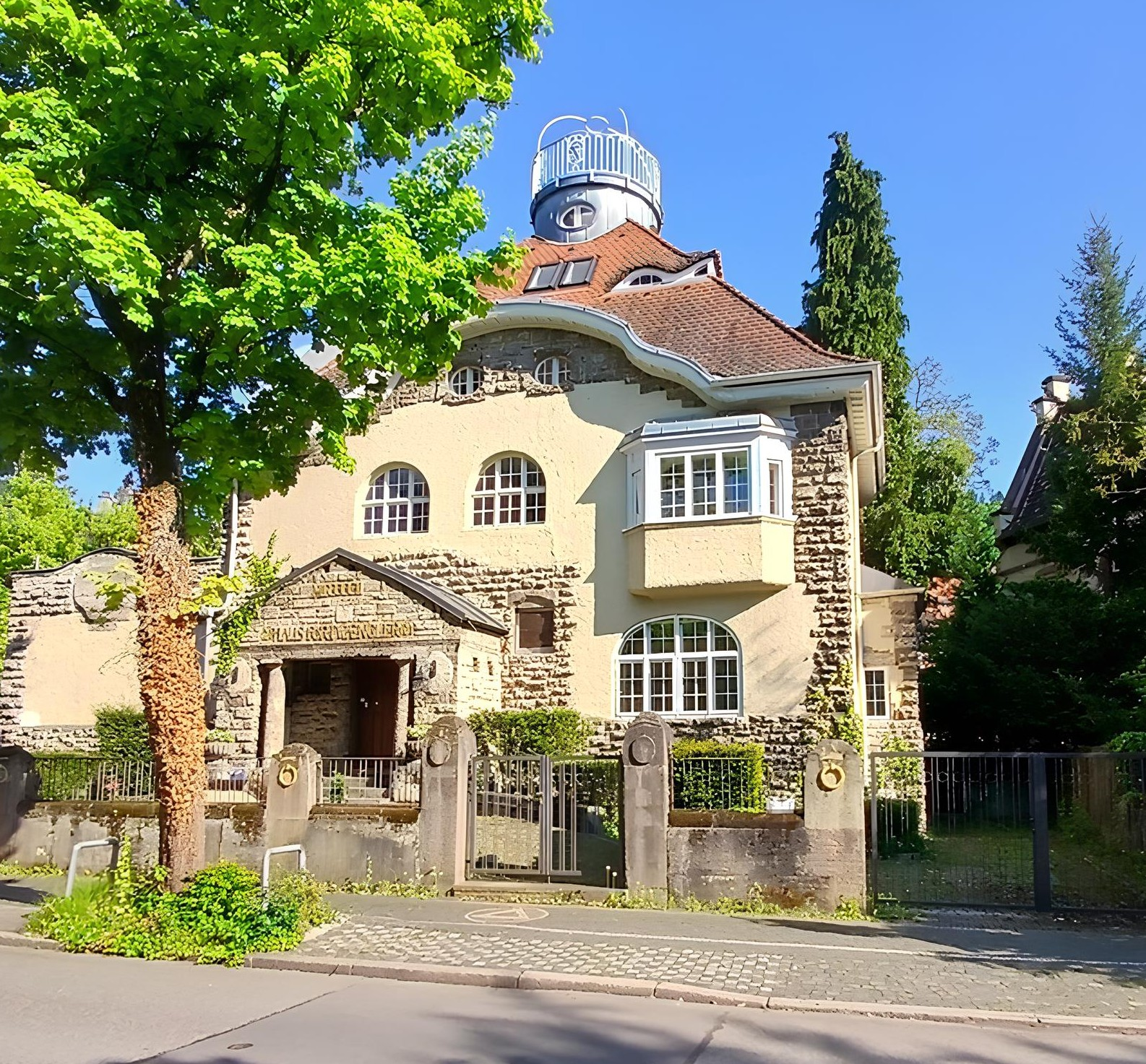
Haus Fortwängler von Südwesten her

Das Haus Fortwängler ist eine Stadtvilla in der Stadtstraße 43 (vormals 21) im Freiburger Stadtteil Herdern, die 1903 im Jugendstil nach Entwürfen und unter der Leitung von Rudolf Schmid erbaut wurde. Auftraggeber war der Privatier Georg Fortwängler aus Triberg im Schwarzwald. Die Villa gehört zu den bedeutenden Villenbauten der Region aus dieser Epoche und gilt als herausragendes Beispiel für die regionale Ausprägung des Jugendstils im frühen 20. Jahrhundert in Freiburg. Sie wird als eines der expressivsten Werke Schmids sowie als ein Höhepunkt seines Schaffens im Jugendstil angesehen.

## Architektur

### Außengestaltung
Das Haus Fortwängler wurde als Stadtvilla entworfen und zeichnet sich durch einen markanten asymmetrischen Aufbau aus. Der unregelmäßige Grundriss des Gebäudes führt zu einer charakteristischen Gliederung in drei unterschiedlich gestaltete Schaufassaden, die für das Erscheinungsbild des Hauses prägend sind. Besonders bemerkenswert ist die vielfältige Materialwahl, die eine unregelmäßige Kombination aus behauenen Tuffsteinquadern, rau verputzten Flächen, weißen, hölzernen Architekturelementen mit Flachreliefs sowie roten Biberschwanzziegeln umfasst. Diese Vielfalt der Materialien unterstreicht die expressive Gestaltung der Fassade. Die bewusste Asymmetrie und die unregelmäßige Verteilung der Baumassen verleihen der Villa eine burgartige Anmutung. Auf der zur Mozartstraße hin ausgerichteten Seite geht das Dach in zwei Erker über, wobei der linke Erker von einem weit vorspringenden Vordach überdeckt wird. Ein flacher, wellenförmiger Giebel an der Haupteingangsseite in der Stadtstraße wird durch die Dachtraufe betont und vermittelt den Eindruck von geschwungenen Wellen. Diese giebelartigen Elemente sind ein typisches Merkmal von Schmids Jugendstilarchitektur und finden sich in mehreren seiner Werke wieder. Die außergewöhnlich geformten Fledermausgauben, die das Dach zieren, lassen es wie aufsteigende Meereswellen erscheinen, was die expressive Gestaltung des Bauwerks weiter verstärkt. Das steinerne Eingangsportal zur Stadtstraße wird von dorischen Säulen gerahmt, das flache Giebelfeld über dem Architrav zeigt die Inschrift „HAUS FORTWAENGLER“, ergänzt durch die lateinische Jahreszahl „MDCCCCII“ (1902). Ein herausragendes Merkmal der Villa ist der tambourförmige Turmanbau, der das Dach bekrönt. Der Turmaufsatz erinnert an einen Schiffturm und steht in architektonischer Verwandtschaft zum Turm im Gebäude der Allgemeinen Zeitung in München in der Bayerstraße 57/59, das von Martin Dülfer 1900/01 erbaut wurde. Das gesamte Anwesen mit Hauptgebäude, Terrassen, Gartenanlage, Eingangstor und Umfriedung wurde als Gesamtkunstwerk gestaltet. Die großzügige Terrasse verbindet Haus und Garten und sollte die Einheit von Architektur und Natur betonen.
Die Baukosten der Stadtvilla beliefen sich auf 45.000 Mark, was etwa dem 45- bis 55-Fachen des jährlichen Einkommens einer Arbeiterfamilie entsprach. Im Vergleich zu anderen Projekten Schmids war das Gebäude jedoch noch relativ günstig.

### Raumaufteilung und Innenraumgestaltung
Im Grundriss der Villa sind Räume mit konvexen und schräg verlaufenden Mauern dominierend. Ursprünglich gab es im Erdgeschoss ein Wohnzimmer, ein Herrenzimmer und ein Esszimmer, das über eine Anrichte mit der Küche verbunden war. Im Obergeschoss waren ein Arbeitszimmer, ein Schlafzimmer, ein Baderaum und ein Fremdenzimmer vorgesehen. Jeweils eine Toilette befand sich auf beiden Etagen.

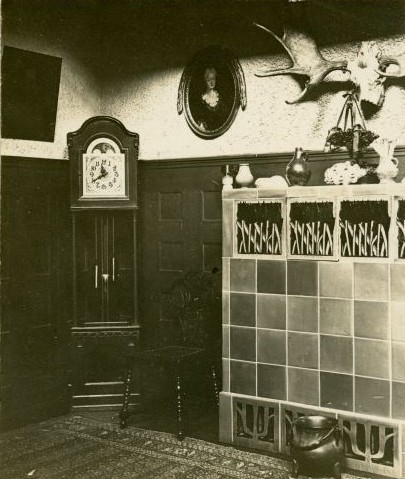
Diele des Hauses zu Beginn des 20. Jh.
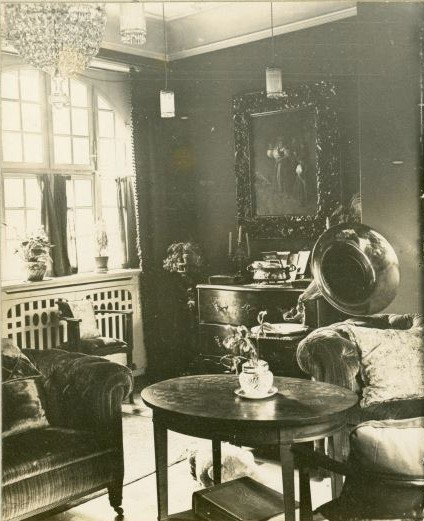
Wohnzimmer des Hauses zu Beginn des 20. Jh.
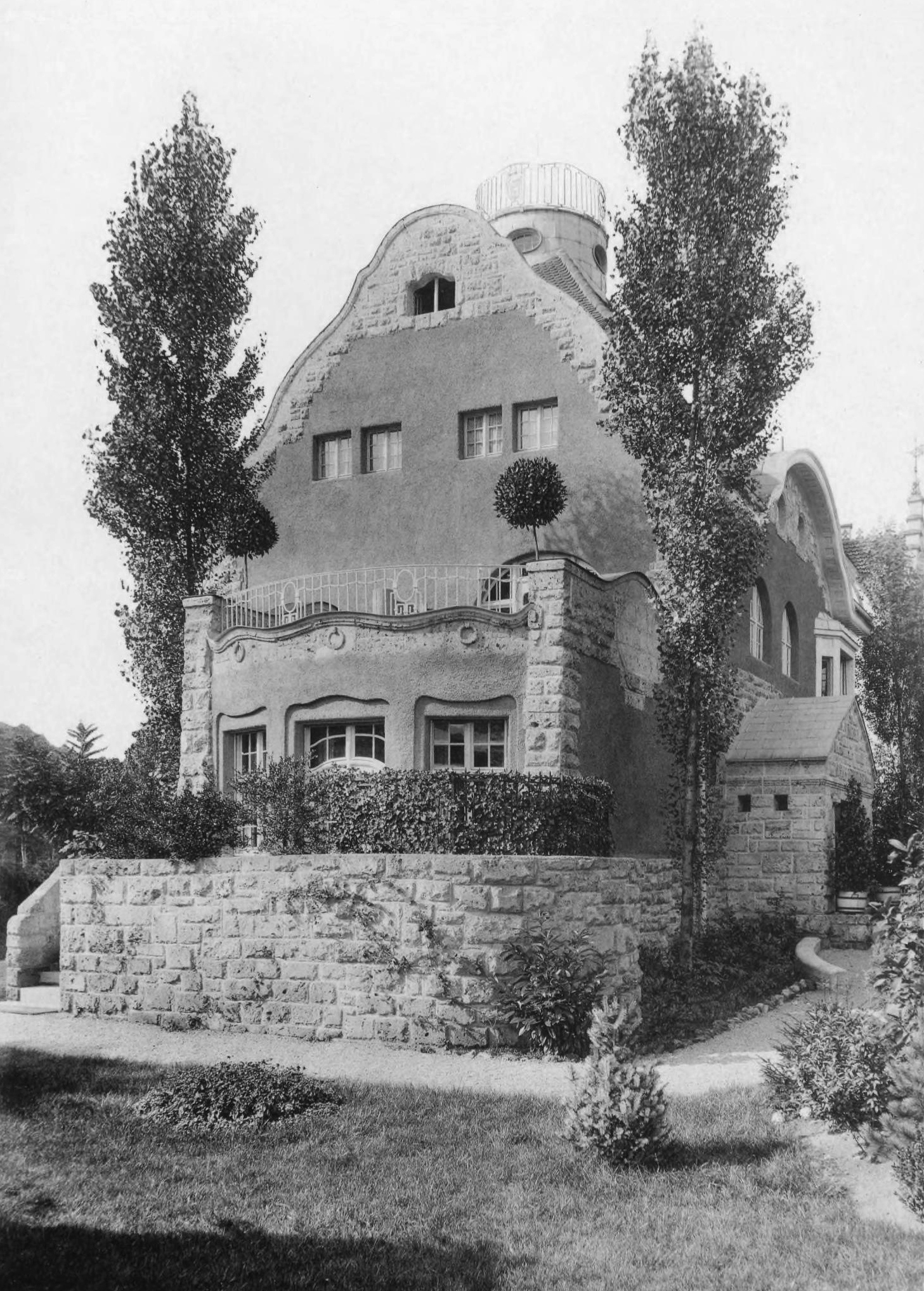
Ansicht der Terrassenseite um 1905
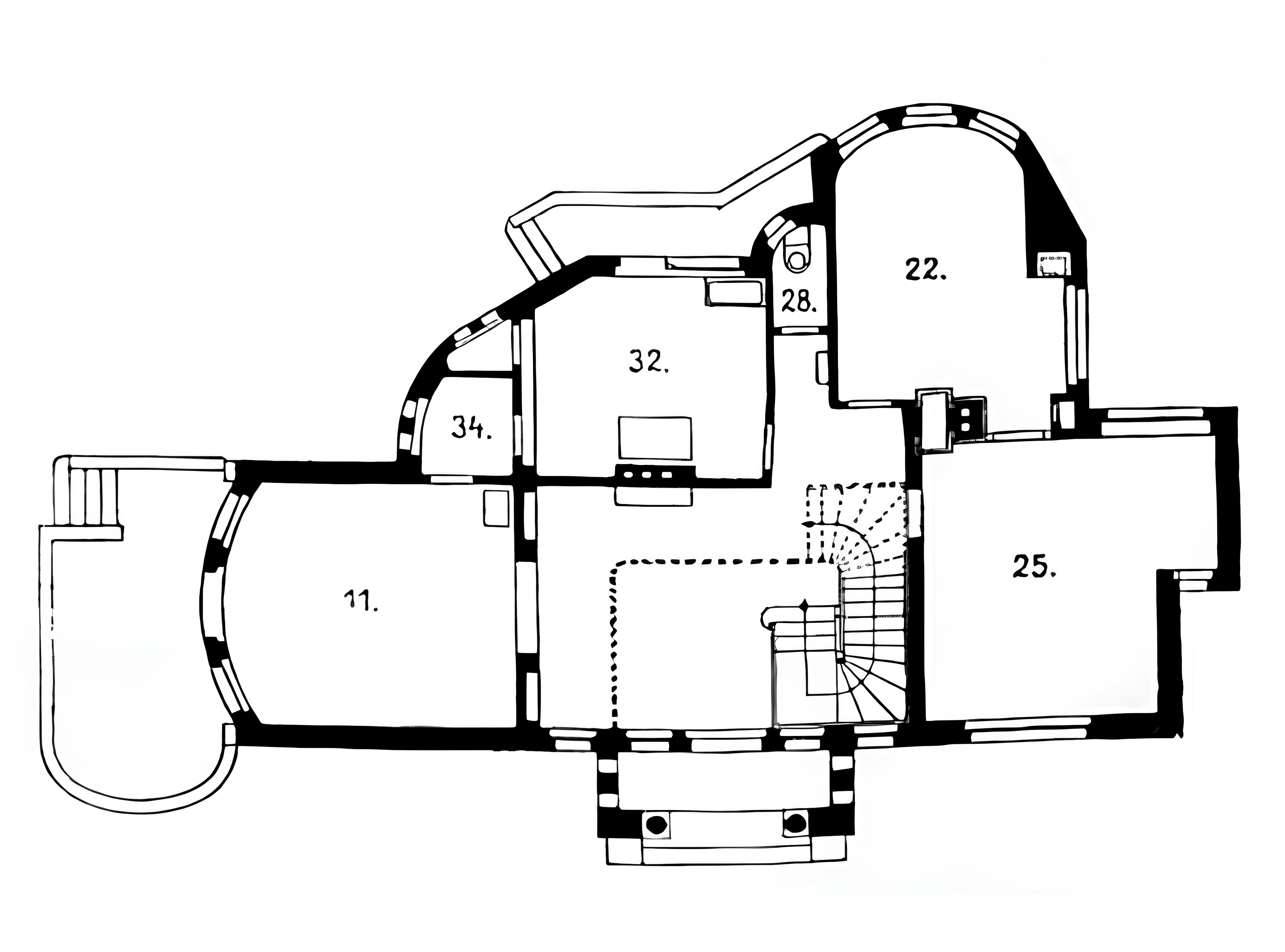
Erdgeschossgrundriss
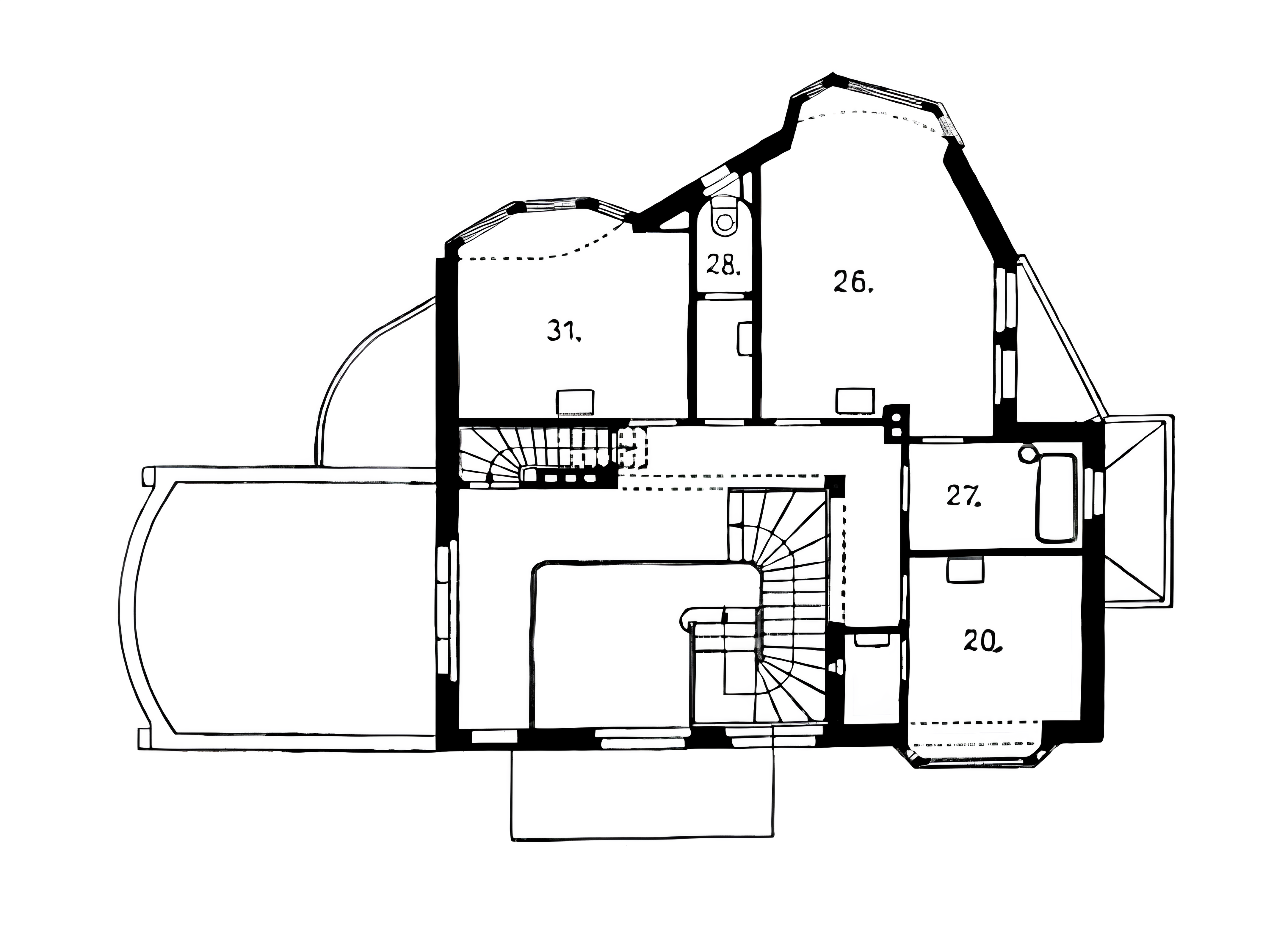
Grundriss des 1. Obergeschosses

## Die Villa im Werk von Rudolf Schmid
Das Haus Fortwängler stellt einen Höhepunkt im Jugendstilschaffen von Rudolf Schmid dar. Die Villa war eines der ersten Werke, in dem Schmid seine architektonischen Ideen im Jugendstil verwirklichte. Verschiedene Elemente dieser Gestaltung griff er später bei anderen Bauten auf, wie etwa beim im Folgejahr erbauten „Ostmärker Hof“ in Gutach im Elztal (Landstraße 3). Im Jahr 1915 wandte sich Schmid mit dem Bau des 1944 zerstörten „Haus des Kunstvereins“ (Friedrichstraße 30, Freiburg) von der Jugendstil-Architektur ab und nüchternen klassizistischen Formen zu.